# 貝洛防禦
貝洛防禦，又名貝洛反棄兵，是國際象棋開局斯湯頓棄兵的一種，走法為：
1.e4 d6 2.d4 f5